# Benjamin Lincoln Robinson
Benjamin Lincoln Robinson (Bloomington, 8 novembre 1864 – Jaffrey, 27 luglio 1935) è stato un botanico statunitense.

## Biografia
Robinson nacque l'8 novembre 1864 a Bloomington, Illinois. Nel 1887, ricevette un A.B. a Harvard. Sposò Margaret Louise Casson il 29 giugno 1887 e viaggiò in tutta Europa. Studiò l'anatomia delle piante con H. Solms-Laubach e completò il dottorato presso l'Università di Strasburgo nel 1889. Tornò con sua moglie negli Stati Uniti nell'autunno del 1890. La maggior parte della sua carriera la fece nel Gray Herbarium ed è morto nella sua casa estiva a Jaffrey, New Hampshire il 27 luglio, 1935.

## Carriera
Nel 1891, Robinson divenne assistente di Sereno Watson, e curatore di Gray Herbarium presso l'Università di Harvard. Alla morte di Watson nel 1892, Robinson fu nominato curatore dell'erbario. Nel 1899, Robinson divenne il primo professore di botanica. Era direttore del giornale Rhodora 1899-1928. Mentre al Grey Herbarium, iniziò una lunga collaborazione con il collega botanico Jesse More Greenman.

## Premi
- 1929 - Medaglia d'oro Centennial del Massachusetts Horticultural Society[3]